# Pamela Rooke

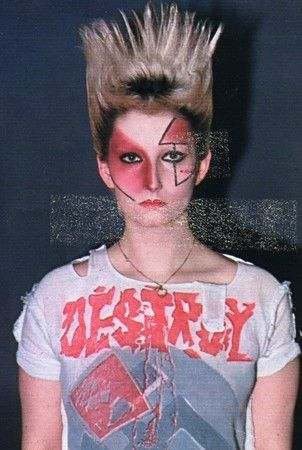
Pamela Rooke

Pamela Rooke (* 23. Juni 1955 in Seaford, East Sussex; † 3. April 2022 ebenda), (auch bekannt als Jordan) war ein englisches Model und Schauspielerin, die Mitte der 1970er Jahre für ihre Arbeit mit Vivienne Westwood und der Boutique „SEX“ in der Londoner Kings Road bekannt war. Ihr Stil – eine gebleichte, platinblonde, üppige Frisur mit dunklem Augen-Make-up – machten sie zu einer weithin sichtbaren Ikone der Londoner Punk-Subkultur. Zusammen mit Johnny Rotten, Soo Catwoman und Siouxsie Sioux gilt sie als Schöpferin des Londoner Punk-Looks.

## Biografie
Im Alter von 14 Jahren gab sie sich, inspiriert durch eine Figur aus dem Roman Der große Gatsby, den Namen Jordan.
In den späten 1970er Jahren fungierte sie als frühe Managerin für Adam and the Ants. Als Gastsängerin der Band nahm sie den Titel „Lou“ (über Lou Reed) für die Peel Sessions von BBC Radio 1 auf und spielte den Song auch oft live mit ihnen. In den 1980er Jahren leitete sie die Band Wide Boy Awake, in der ihr damaliger Ehemann Kevin Mooney Gitarrist war. Mooney war zuvor Bassist bei Adam and the Ants.
Rooke hatte einen Cameo-Auftritt in Derek Jarmans Debütfilm Sebastiane und spielte die Hauptrolle in seinem Nachfolgefilm Jubilee als Punk-„Antihistorikerin“ Amyl Nitrate (benannt nach der Droge Amylnitrit). Sie ist auch in Julien Temples „The Great Rock ’n’ Roll Swindle“ zu sehen, trägt ein „Nur Anarchisten sind hübsch“-T-Shirt und tritt mit den Sex Pistols während ihrer ersten Live-Fernsehaufführung von „Anarchy in the U. K.“ auf der Bühne auf.
Rooke starb am 3. April 2022 im Alter von 66 Jahren in East Sussex an einem Cholangiokarzinom.

## Sonstiges
Maisie Williams spielt Rooke in der FX Network-Serie Pistol, die Rookes Einfluss darstellt.